# Hercule Poirot
Hercule Poirot (angleška izgovorjava: /ɛʀkyl pwaʀo/) je izmišljen lik detektiva iz romanov angleške pisateljice Agathe Christie.

## Ozadje nastanka lika
V letih 1929 in 1930 je Agatha Christie zelo veliko pisala in prav to obdobje je za njeno pisanje pomenilo pravi preobrat v karieri. V teh dveh letih sta nastala oba njena najbolj znana lika, Hercule Poirot in Miss Marple.
Sama avtorica je nastanek Hercula Poirota, pronicljivega Belgijca z nezgrešljivim francoskim naglasom, opisala z besedami: »Detektiv mora biti, a seveda noben Sherlock Holmes, sama si ga moram ustvariti, imeti pa mora tudi prijatelja, ki k vsemu pritakne svoje in poskrbi za iztočnice.« Ta prijatelj se pojavi v liku stotnika Arthurja Hastingsa. Poirot je pravo nasprotje ideala velikega detektiva 19. stoletja. Poirot, upokojeni belgijski policijski oficir je že na videz nenavaden s svojimi 162 centimetri in brezhibnimi oblačili, ki so sestavljena iz črtastih hlač, suknjiča in telovnika ter ozkih črnih lakastih čevljev ter nezgrešljivega polcilindra, ki ga spremlja sprehajalna palica. V toplejšem podnebju rad obleče belo obleko in si posadi na glavo lahek klobuk. Njegov največji ponos so njegovi veličastni brki, ki jih skrbno neguje, voska in barva s črno barvo za lase. Pogosto kadi odišavljene ruske cigarete in pije kavo, vročo čokolado, razne likerje in ribezov sirup, kar je za Angleže povsem nerazumljivo.

## Karakter lika
Red in metoda sta pri Herculu Poirotu na prvem mestu pri vsaki zadevi, ki se je loti. To je zanj prvi korak pri preganjanju zločinca. Dejstva vedno najprej natančno pretehta in sestavi in se šele nato loti psihologije. Izjemno pomembne pri vseh teh dejanjih pa so, po njegovem mnenju, sive možganske celice: »Kolikokrat ti moram še reči, mon ami, da opozorila prihajajo od znotraj. Rešitev vsake uganke leži v majhnih sivih celicah možganov.« Poirot je prav tako prepričan, da je zločin toliko bolj preprost, koliko bolj zapleten se zdi na prvi pogled, kar pogosto pove z besedami: »Bilo je tako preprosto, da tega sploh nisem opazil. Hudiča, kako neumen sem bil.« Toda ob pravem času se deli uganke vedno združijo v celoto. 
Papa Poirot, kakor se rad imenuje, je pogosto naklonjen mladim zaljubljenim parom in včasih tudi sam nastopi v vlogi zaljubljenca. Z grofico Rossakoff, osebo dvomljivega značaja, ga veže več kakor desetletna, vendar neizpolnjena ljubezen.
Tako pri Herculu Poirotu kot pri gospodični Marple je njuna zunanjost le kamuflaža. Zunanje gizdalinstvo Poirota in krhka pojava gospodične Marple sta v ostrem nasprotju z njunimi umskimi sposobnostmi. Tudi Poirotova pomanjkljiva angleščina se izkaže za spretno nastavljeno past, ki jo avtorica lika opiše z besedami: »Poirot iz izkušenj ve, da je Angležem popolnoma vseeno, kaj povedo tujcu. Polomljena angleščina mu je v veliko pomoč. To vodi do tega, da ga ljudje premalo cenijo. Tujec, ki še niti pravilno angleško ne zna, si mislijo. S tem ljudi uspava in jih naredi brezskrbne.«

## Legenda o Herculu Poirotu
Agatha Christie ni nikoli skrivala, da se zavzema za smrtno kazen, kar je vkomponirala tudi v osebnosti svojih dveh glavnih likov.
New York Times je leta 1973 objavil nekrolog ob smrti Hercula Poirota kar na prvi strani, čast, ki je je bila prvič deležna neka izmišljena oseba. Lik Poirota pa je poleg knjig našel svoje mesto tudi na radiu, filmu in televiziji ter v gledališču, povsod seveda različno in z različnimi uspehi. Agatha Christie sama pa ob nobeni od teh interpretacij ni pokazala navdušenja, čeprav so se likov lotila tako slavna imena, kot so bili Peter Ustinov, Charles Laughton, Tony Randall in Albert Finney. Verjetno najbolj znana filmska upodobitev lika detektiva pa je upodobitev igralca Davida Sucheta.

## Upodobitve

### Film

#### Austin Trevor
Austin Trevor je kot Poirot nastopil v filmu Alibi iz leta 1931. Film je temeljil na gledališki igri Alibi, ki je bila uprizoritev romana Umor Rogerja Ackroyda. 

#### Albert Finney
Albert Finney je nastopil kot Poirot leta 1974, in sicer v filmski različici knjige Umor na Orient Ekspresu. Njegov nastop je bil tako dober, da je do nastopa Davida Sucheta Finney veljal za pravega Poirota.

#### Peter Ustinov
Peter Ustinov je nastopil v vlogi Poirota kar šestkrat: prvič v filmu Smrt na Nilu leta 1978. Leta 1982 je nastopil v filmu Zlo pod soncem, leta 1985 v TV-filmu Trinajst pri večerji, leta 1986 kar v dveh TV-filmih, Zločinska zabava in Tragedija v treh dejanjih (Murder in Three Acts), ter leta 1988 še v filmu Zmenek s smrtjo.

#### Kenneth Branagh
Kenneth Branagh je igral Poirota v novi izdaji filma Umor na Orient Ekspresu iz leta 2017.

### Televizija

#### David Suchet
David Suchet je igral v mnogih televizijskih filmih o Herculu Poirotu, med njimi Gospa McGinty je mrtva (Mrs. McGinty's Dead), Mačka med golobičkami (Cat Among the Pigeons), Tretje dekle (Third Girl), Zmenek s smrtjo (Appointment with Dead) idr.